# Nationale gedenkplaat voor de afschaffing van de slavernij
De nationale gedenkplaat voor de afschaffing van de slavernij is een monument in Paramaribo, Suriname.
Het bestaat uit vier paaltjes met in het midden een plaquette die er verhoogd bovenuit steekt. Het werd op 30 juni 2018 om vijf uur 's middags onthuld aan de Waterkant, op de vooravond van 155 jaar afschaffing van de slavernij in Suriname. De gedenkzuil staat direct naast de Stenen Trap. Voor deze plak is gekozen omdat Afrikaanse slaafgemaakten hier aan land kwamen.
De ceremonie werd georganiseerd door de stichting Fiti Fu Wini (vertaald: kracht om te winnen). Deze werd ingezet toen winti-priesteres Dorina Babel met een zingende stoet mensen van de Platte Brug naar de Waterkant trok. In de Surinamerivier werd een maripa boto geofferd. Dit is een symbolisch bootje gemaakt van bladeren van de maripaboom. Met de handeling werden de slaafgemaakten herdacht die de overtocht niet hadden overleefd.